# Под созвездием Близнецов
«Под созвездием Близнецов» — художественный фильм режиссёра Бориса Ивченко. Снят по мотивам повести Игоря Росоховатского «Гость».

## Сюжет
В одном из НИИ исчез созданный под руководством профессора Яворовского искусственный мозг Сигом. А между тем в городе происходят странные явления: все звери зоопарка выпущены из клеток, книги городского книгохранилища перепутаны. А Сигом, освоив накопленный человечеством опыт науки и вымысла, сам создаёт искусственный организм, возвращается к профессору и вскоре засылается к созвездию Близнецов…

## В ролях
- Всеволод Гаврилов — Александр Николаевич Яворовский, академик
- Геннадий Шкуратов — Сигом
- Борис Белов — Семён Антонович Тарнов, полковник милиции
- Гульча Ташбаева — Мария
- Александр Павлов — командир самолёта
- Георгий Гречко — камео
- Ярослав Гаврилюк — охранник
- Иван Миколайчук — член экипажа самолёта
- Вячеслав Жолобов — Дятлов, специалист по роботехнике
- Юрий Рудченко — милиционер
- Земфира Цахилова — Татьяна Владимировна, референт

## Интересные факты
- Консультантом фильма был Дважды Герой Советского Союза, лётчик-космонавт Георгий Гречко (также снялся в эпизоде).
- Начальные кадры фильма снимались во Львове, в качестве научного института использовались новые корпуса Львовского политехнического института. Место, где действия происходят на автотрассе — это улица Стрыйская (выезд из города в сторону Карпат). «Больницу будущего» и столовую снимали на физическом факультете Киевского университета (район ВДНХ, улица Глушкова).

## Награды
- 1980 — Приз и диплом жюри на Республиканском кинофестивале в Ворошиловограде[1]